# Мейбл за кермом
Мейбл за кермом (англ. Mabel at the Wheel) — американський короткометражний фільм 1914 року за участю Чарлі Чапліна.

## Сюжет
До будинку Мейбл на автомобілі для перегонів приїжджає її коханий. Мейбл просить дати їй покермувати машиною, але той відмовляє і вони починають сваритися.
Поблизу на мотоциклі проїжджає Чарлі, який запрошує Мейбл проїхатись з ним. Вона з радістю погоджується, але невдовзі на повороті падає з мотоцикла прямо в калюжу.
До неї під'їжджає її коханий, який переслідував мотоцикл, та вони миряться.
Чарлі нарешті помічає, що Мейбл зникла та повертається. Він бачить Мейбл та її коханого біля машини. Коли вони відходять він проколює колесо машини.
Вони помічають зіпсоване колесо та починають жбурляти каміння у Чарлі. Той відповідає тим же, але коли до Мейбл приєднується її батько, Чарлі доводиться тікати.
Коханий Мейбл готується брати участь у перегонах, але Чарлі із помічниками зв'язує та замикає його. Мейбл сама сідає за кермо.
Чарлі бачить що в неї є шанси на перемогу та намагається їй завадити. Він кидає димові бомби та поливає трасу водою, внаслідок чого та стає дуже слизькою.
Але попри всі його намагання Мейбл виграє перегони.

## Ролі
- Чарлі Чаплін — злодій
- Мейбл Норманд — Мейбл
- Гаррі Маккой — коханий Мейбл
- Честер Конклін — батько Мейбл
- Мак Сеннет — репортер
- Ел Сент-Джон — помічник
- Джо Бордо — підозріла особа
- Мак Свейн — глядач на перегонах
- Вільям Хаубер — другий водій Мейбл